# Atmosfera estelar
A atmosfera estelar é a região exterior do volume de uma estrela,encontrando-se por cima do núcleo estelar, zona de radiação e convecção zona. Ela é dividido em várias regiões do caráter distinto:
- A fotosfera, que é a camada mais baixa e mais fresco do ambiente é, normalmente, apenas a sua parte visível.[1]
- Acima da fotosfera está a cromosfera. Esta parte da atmosfera esfria primeiro e, em seguida, começa a aquecer até cerca de 10 vezes a temperatura da fotosfera.

Durante um total eclipse solar, a fotosfera do Sol é obscurecida, revelando outras camadas de sua atmosfera. 

Foto tirada em França durante o eclipse de 1999